# Pseudaethomerus
Pseudaethomerus – rodzaj chrząszczy z rodziny kózkowatych. 

## Zasięg występowania
Przedstawiciele tego rodzaju występują w  Ameryce Środkowej i Południowej od Gwatemali i Trynidadu na płn. po Boliwię na płd.

## Systematyka
Do Pseudaethomerus zaliczane są 2 gatunki:
- Pseudaethomerus lacordairei
- Pseudaethomerus maximus.